# Kahlil Cato
Kahlil Cato (* 10. März 1977 in Bridgetown, Barbados) ist ein ehemaliger vincentischer Leichtathlet. Er trat bei den Olympischen Sommerspielen 1996 in Atlanta an.
Cato nahm mit seinen Teamkollegen Erasto Sampson, Joel Mascoll und Eswort Coombs an der 4 × 100-m-Staffel teil. Sie erreichten in den Vorläufen den sechsten Platz und konnten sich nicht für die nächste Runde qualifizieren.
Später besuchte er das Missouri Valley College und graduierte 2001 mit einem Bachelor in Mass Communications.